# Jan Micewski
Jan Micewski, herbu Prawdzic (ur. 1814 – zmarł 1 sierpnia 1868 w Nowym Sączu), prawnik, adwokat, poseł do Sejmu Ustawodawczego w Kromieryżu

## Życiorys
Ukończył studia na wydziale prawa uniw. wiedeńskiego, w 1839 uzyskując tytuł doktora praw. Po studiach właściciel nieruchomości i prawnik we Lwowie.
Aktywny politycznie w okresie Wiosny Ludów. Poseł do Sejmu Konstytucyjnego w Wiedniu i Kromieryżu (10 lipca 1848 – 7 marca 1849), wybrany 19 czerwca 1848 w galicyjskim okręgu wyborczym Drohobycz II. W parlamencie należał do „Stowarzyszenia” skupiającego demokratycznych posłów polskich.
Od 1856 prowadził kancelarię adwokacką w Nowym Sączu. W latach 1860–1868 był członkiem Rady Miejskiej w Nowym Sączu, członek komisji do dóbr miejskich. Ponadto był zatrudniony jako zarządca (syndyk) nieruchomości miejskich.

## Rodzina i życie prywatne
Urodził się w rodzinie urzędniczej, syn Józefa radcy cesarskiego i zarządcy austriackiej Kamery w Drohobyczu. Ożeniony z Marianną ze Śliwów. Mieli syna Aleksandra.